# Argus (banda)
Argus es una banda de heavy metal fundada en México en 1990 por Raúl Fernández Greñas, integrante de la banda Luzbel. 

## Historia

### Inicios
Después de la separación de Luzbel, el guitarrista Raúl Greñas forma la banda junto con Andremar Mallet en el bajo (Abaddon, Xyster, Christ) y Hugo Macías (Ramses, Alucard, Ultimatum); uniéndose más tarde en las vocales José Hernández exintegrante de Xyster, puño de hierro y Makina Negra. Ya con la formación definitiva deciden darle vida a lo que se llamaría Argus. Según Raúl los mismos miembros le pedían que resucitara a Luzbel, pero el no lo aceptó porque Raúl Luzbel ya era historia.

### "El Vigilante" y el "Valle Azul"
En 1990 lanzan su primer disco titulado "El Vigilante", que con cierto éxito les ayudó a seguir adelante. En él  destaca un alto nivel de ejecución de los instrumentos: en la canción del mismo nombre del disco escuchamos una voz muy potente y penetrante, así como las piezas clásicas de la banda como: Cenizas En El Viento, Nada será igual, El Vigilante y Cita Con El Destino. Posteriormente sale de la banda Hugo Macías sustituido por Alejandro Vázquez, compañero de batallas anteriores en la batería Luzbel, también entra Humberto Vázquez en el bajo, reemplazando a Andremar Mallet. Con ésta formación en 1991 graban su disco titulado "Valle Azul", que es lanzado en 1992 y contiene canciones como: Noche Ardiente y Argus, donde se escucha claramente la influencia pesada de los miembros originales de la banda. En el tema San Francisco, como también el que da título al disco "Valle Azul"  y Luz divina, ya presentan un sonido comercial, esta última es una de las canciones principales del disco.

### Disolución
Poco después, en 1992, Arturo Huizar (exmiembro de Luzbel, hoy vocalista de Lvzbel) convence a Greñas de comenzar de nuevo con su vieja banda pero también se les une en el bajo Andremar Mallet (ex Argus) y Alejandro Vázquez, siendo la segunda alineación de Argus que daría la pauta para el regreso de Luzbel pero con Arturo Huizar en la voz. Los miembros aún activos deciden terminar la banda siendo esto el fin del proyecto Argus. Pero finalmente en 2002 una compañía discográfica independiente llamada "Distribuidora Rilo's" decide lanzar los dos álbumes en un solo CD.

## Discografía

### Álbumes de estudio
- "El Vigilante"(1990)
- "Valle Azul" (1992)

### Recopilaciones
- Argus (2002) (contiene sus dos discos)